# Вабкентський район
Вабкентський район (узб. Вобкент тумани, Vobkent tumani) — район у Бухарській області Узбекистану. Розташований у східній частині області. Утворений 29 вересня 1926 року. Центр — місто Вабкент.
| Узбекистан | Це незавершена стаття з географії Узбекистану. Ви можете допомогти проєкту, виправивши або дописавши її. |